# All at Once (bài hát của Whitney Houston)
"All at Once" là ca khúc được viết bởi Michael Masser và Jeffrey Osborne và được thu âm bởi nữ ca sĩ Whitney Houston. Ca khúc này được phát hành thành đĩa đơn tại Nhật và một số quốc gia châu Âu lần lượt vào năm 1985 và năm 1986. Trong khi ca khúc không được phát hành thành đĩa đơn chính thức ở Mĩ, nó lại được chứng nhận cho phép chơi trên sóng radio.
Ca khúc này trở thành hit đầu tiên của Whitney Houston tại Hà Lan vào tháng 4 năm 1985.
Ca khúc là một bản ballad về một tình yêu chưa kết thúc, không thể nào quên đi. Whitney trình diễn ca khúc này tại lễ trao Giải thưởng Âm nhạc Mĩ năm 1987.
Sau khi Whitney qua đời vào ngày 11 tháng 2 năm 2012, ca khúc trở lại bảng xếp hạng UK Singles Chart tại vị trí thứ 99.

## Video ca nhạc
Hãng Arista phát hành một video ca nhạc của ca khúc này dành riêng cho thị trường Đức. Một video khác cũng được phát hành riêng cho một số nước châu Âu. Bối cảnh chính của video này là hình ảnh Whitney trình diễn ca khúc trên một sân khấu

## Vị trí trên các bảng xếp hạng
| Bảng xếp hạng (1985/1986)                               | Vị trí cao nhất |
| ------------------------------------------------------- | --------------- |
| Bỉ (VRT Top 30)                                         | 2               |
| Hà Lan (Dutch Top 40)                                   | 5               |
| Italy (Italian Singles Chart)                           | 4               |
| Bảng xếp hạng (2000)                                    | Vị trí cao nhất |
| Mĩ (Billboard Japan Hot 100)                            | 24              |
| Bảng xếp hạng (2012)                                    | Vị trí cao nhất |
| Pháp (SNEP)                                             | 132             |
| Nam Hàn Quốc (South Korea International Singles - Gaon) | 115             |
| Anh (UK Singles Chart)                                  | 99              |
| Mĩ (Billboard Hot R&B/Hip Hop Digital Songs)            | 42              |
| iTunes Mĩ                                               | 74              |
| iTunes Pháp                                             | 86              |
| iTunes Italy                                            | 9               |
| iTunes Tây Ban Nha                                      | 75              |

## Chứng nhận
| Quốc gia | Tổ chức | Chứng nhận | Doanh số |
| -------- | ------- | ---------- | -------- |
| Nhật Bản | RIAJ    | Vàng       | 100,000  |